# Sydney International 1997
Das Sydney International 1997 waren ein Tennisturnier der WTA Tour 1997 für Damen sowie ein Tennisturnier der ATP Tour 1997 für Herren, welche zeitgleich vom 6. bis zum 12. Januar 1997 in Sydney stattfanden.